# Henri Delassus
Henri Delassus (1836-1921), doctor en teología, canónigo honorario de la ciudad de Cambrai, fue director del periódico la Semaine Religieuse de este diócesis. También fue un autor antimasónico y antiglobalización. 